# Horses (singel Brodki)
Horses (tłum. z ang. "Konie") – piosenka i pierwszy singel promujący czwarty album studyjny Brodki pt. Clashes, który został wydany w całej Europie. Na albumie utwór jest 2. z kolei. Singel z alternatywnym utworem 23 lutego 2016 wydała oficyna Kayax na licencji Play It Again Sam. Teledysk w dystopijnym klimacie opublikowany 30 marca 2016 wyreżyserował polsko-amerykański reżyser filmowy Zbigniew Bzymek.

## Notowania
- Lista Przebojów Trójki : 1 (6x)[7]
- Złota Trzydziestka Radia Koszalin: 1[8]
- Uwuemka: 8[9]
- Lista Przebojów Polskiego Radia PiK: 11[10]
- Lista Przebojów z Charakterem: 11[11]
- SLiP: 12[12]